# Томас Розалес млађи
Томас Росалес млађи (енгл. Thomas Rosales Jr.; Ел Пасо, Тексас, 3. фебруар 1948), је амерички глумац и каскадер, који се појавио у више од 150 филмова.
Његово прво познато појављивање као каскадер било је у филму Битка за планету мајмуна из 1973. године. Росалес је вероватно један од најпознатијих каскадера у Холивуду, јер је такође учествовао и у многим споредним улогама. Његова филмографија укључује: Робокап 2, Универзални војник, Врана, Подрхтавање 2: Нови удар, Поверљиво из Л. А., Ловци на бегунце, Дубоки удар, Летећа тамница, Парк из доба јуре: Изгубљени свет и Брзина, поред многих.